# 童子丸
童子丸（どうじまる）は、日本の元キックボクサー。宮崎県出身。身長168cm、体重59kg。キングジム所属。元NJKFバンタム級1位。
ムエタイにおける世界最高権威である2大殿堂スタジアム、ルンピニー2階級制覇＆プロムエタイ協会の現役王者レジェント・ダーオ戦のKO勝利、現役ラジャダムナン・ランキング1位への勝利も達成。これによりムエタイ超えを2回果たしている。ルンピニー、ラジャの現役トップランカーを制するという当時の日本人キックボクサーとして数少ない成果により現役時代の選手としての評価は高い。 
13勝のうち11KOをあげるなどアグレッシブなファイトスタイルが人気を呼び名実ともに団体の看板選手として認められ、NJKF興行のメインイベントを6回務めた。
現在は指導者としても多くの実績を挙げており、2023年だけでもWBCムエタイ、RISE、KNOCK OUTを含む数々のアマチュア大会でチャンピオンベルトを17本、その他、複数の大会で多くの優勝者を輩出し続けている。古巣キングジムの後輩をプロ団体のチャンピオンに導くなど、自身が育成する選手プロアマ問わず選手育成に尽力し続けている。
旧リングネーム：押川童子丸

## 来歴
1977年、宮崎県西都市にて出生。5歳の頃より「王統流少林寺会館空手」宮崎県西都市支部長を務める父の下で空手を始める。
1998年、上京。かつて父の門下生であった同じ西都市出身の向山鉄也会長が営むキングジムに入門。
1998年10月25日、キックボクシングプロライセンス取得。
1999年1月24日、ニュージャパンキックボクシング連盟興行でプロデビュー。木村昭教に1R1分18秒KO勝ち。
1999年、デビュー以来3勝1分け3KOで1999年度NJKF新人王に選出された。
2000年７月14日、タイ武者修行を決行。サムローンスタジアム（バンコク）で初の海外試合を行い1RKO勝利。翌8月13日ラジャダムナン・スタジアムでのDen chai戦も1RKO勝利。ムエタイの本場タイでの武者修行は3試合行なわれており、3戦全勝、3試合連続KO勝利の結果を残している。
2000年9月24日、佐藤友則戦にて試合開始前、発作性頻脈によるドクターストップ。不戦敗により8戦目にして初黒星となった。
2001年5月25日、佐藤友則戦。1R序盤に左ハイキックでダウンを奪いKO勝ちかと思われたところ、ヒジによるカットでドクターストップ。TKO負けとなった。
2003年7月、藤原国崇に判定負け。
2004年1月18日、アーリー・イングラムジム戦5RKO勝利。この試合をベストバウトに上げるファンは多く、5R開始直後に見せた中段の後ろ回し蹴りは一部ファンの間で「童子丸キック」と呼ばれている。
2004年5月2日、現タイ国プロムエタイ協会フライ級王者で現ルンピニーフライ級5位、元ルンピニーJrフライ＆フライ級王者と2階級制した強豪ダーオプラスック・シットパーファーと対戦。2Rダーオプラスックのヒジ撃ち、縦ヒジとヒジの乱れ撃ちに苦しむも、3R開始直後、童子丸の右ヒジがダーオプラスックの左目上部にヒット。激しい出血によりドクターストップ。ムエタイ現役王者相手に壮絶な肘の打ち合いを制しジャイアントキリングを達成した。
2004年9月、藤原国崇に1ラウンド壮絶なパンチの打ち合いの途中肘によるカットでＴＫＯ負け。
2005年3月12日、現ラジャダムナン1位、タヌーチャイに3-0で判定勝利。この日の対戦相手のタヌーチャイ・ポーンブンミーは童子丸との対戦カードが組まれた時点でラジャダムナン・ランキング２位であったが、童子丸戦決定後にタイでの試合で勝利しランキングを1位に上げて来日した。この事実を童子丸は試合当日リング上でリングアナウンサーのコールによって知り「タイ人のランカーは1位でも2位でも同じ怪物、ビビったけど開き直れた」と後に語っている。
2005年7月23日、現ラジャダムナン王者＆現WMC世界王者、タップナー・シットロムサイと対戦し左ストレートにより3ノックダウン、１RKO負けを喫した。この試合で負った眼窩骨折、鼻篩骨骨折の影響で眼球上斜筋麻痺の大怪我となった。試合後も復帰の意思は固かったが長期に及ぶ怪我の治療により2005年の試合を最後に事実上戦線離脱となった。

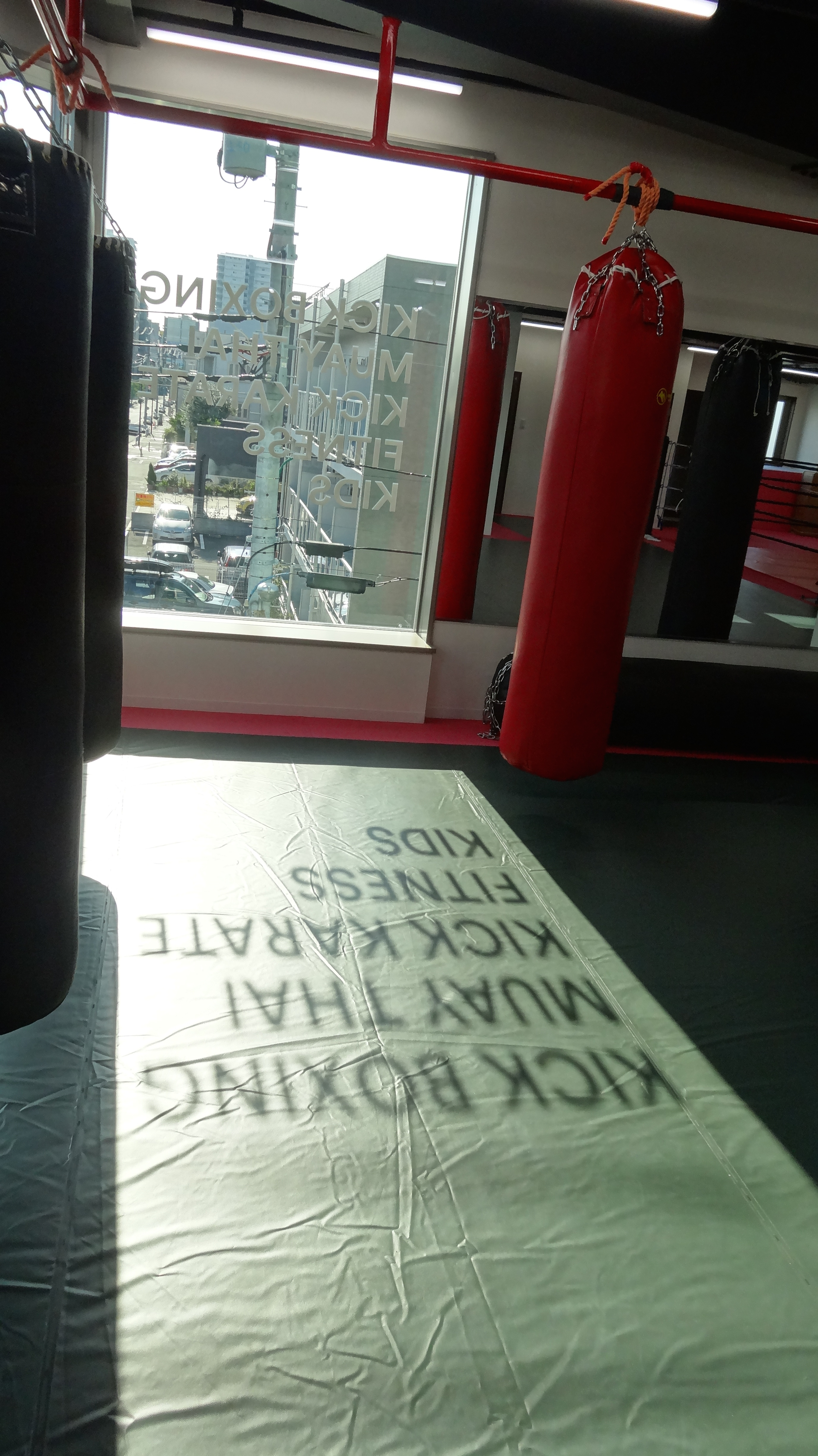
D-BLAZE（ディー・ブレイズ）江戸川区篠崎

## 引退後
現役時代メキシコ料理店で修行した経験を生かしハンバーガー店をオープンした。笹塚、川崎ラゾーナ、清澄白河と首都圏で移転しながら飲食業会でも活躍した。しかしキックボクシングへの恩返しと格闘技への関わりを断ち切れない思いもあり、キックボクシングジム経営への転身を決意。自身が会長を務めるジムのオープンに伴い、ハンバーガー店はキックボクシング時代の後輩が受け継いだ。
現在は東京都江戸川区にてキックボクシングジム『D-BLAZE』を主催している。

## 戦績
| キックボクシング 戦績 | キックボクシング 戦績 | キックボクシング 戦績 | キックボクシング 戦績 | キックボクシング 戦績 | キックボクシング 戦績 | キックボクシング 戦績 |
| --------------------- | --------------------- | --------------------- | --------------------- | --------------------- | --------------------- | --------------------- |
| 21 試合               | (T)KO                 | 判定                  | その他                | 引き分け              | 無効試合              |                       |
| 13 勝                 | 11                    | 2                     | 0                     | 2                     | 0                     |                       |
| 6 敗                  | 4                     | 1                     | 1                     | 2                     | 0                     |                       |

| 勝敗 | 対戦相手                           | 試合結果                                               | 大会名                                                                    | 開催年月日     |
| ×    | タップナー・シットロムサイ         | 1R 1:48 KO（左ストレート）                             | ニュージャパンキックボクシング連盟 "INFINITE CHALLENGE VII"               | 2005年7月23日  |
| ○    | タヌーチャイ・ポーンブンミー       | 5R終了 判定3-0                                         | ニュージャパンキックボクシング連盟 "INFINITE CHALLENGE II ～無限の挑戦～" | 2005年3月12日  |
| ×    | 藤原国崇                           | 1R 2:30 TKO（肘によるカット）                          | ニュージャパンキックボクシング連盟 "X-DUEL VII ～終わりなき決戦～"        | 2004年5月2日   |
| ○    | ダーオプラスック・シットパーファー | 3R 0:19 TKO(肘によるカット)                            | ニュージャパンキックボクシング連盟 「X-DUEL Ⅳ～終わりなき決戦」           | 2004年5月2日   |
| ○    | アーリー・イングラムジム           | 5R 0:58 KO(後ろ回し蹴り)                               | ニュージャパンキックボクシング連盟 "X-DUEL I ～終わりなき決戦～"          | 2004年1月18日  |
| ×    | 藤原国崇                           | ５R終了 判定0-3                                        | ニュージャパンキックボクシング連盟 「VORTEX VII 〜旋風〜」                | 2003年7月6日   |
| ○    | 新美友恒                           | 3R KO                                                  | ニュージャパンキックボクシング連盟 後楽園ホール                           | 2003年5月16日  |
| ○    | 真二                               | 5R終了 判定3-0                                         | ニュージャパンキックボクシング連盟 "VORTEX II ～旋風～"                   | 2003年3月9日   |
| ×    | チョンポップ・キアットポルッティプ | 4R KO(前十字靱帯断裂)                                  | ニュージャパンキックボクシング連盟 後楽園ホール                           | 2001年11月2日  |
| ○    | 弘中史樹                           | 2R終了 TKO（肘によるカット）                           | ニュージャパンキックボクシング連盟 "CHALLENGE TO MUETHAI 8"               | 2001年7月8日   |
| ○    | 真後和彦                           | 1R 1:35 KO                                             | ニュージャパンキックボクシング連盟 "CHALLENGE TO MUETHAI 7"               | 2001年6月24日  |
| ×    | 佐藤友則                           | 1R 0:44 TKO（肘によるカット）                          | ニュージャパンキックボクシング連盟 「CHALLENGE TO MUAYTHAI 6」            | 2001年5月25日  |
| ×    | 佐藤友則                           | 不戦敗（試合開始前、発作性頻脈によるドクターストップ） | ニュージャパンキックボクシング連盟 「MILLENIUM WARS 8」                   | 2000年9月24日  |
| ○    | Den chai                           | 1R KO                                                  | タイ国バンコク ラジャダムナーンスタジアム                                 | 2000年8月13日  |
| ○    | タイ人                             | 1R KO                                                  | タイ国バンコク サムローンスタジアム                                       | 2000年7月14日  |
| △    | 杉浦拓磨                           | 3R終了 判定                                            | ニュージャパンキックボクシング連盟 後楽園ホール                           | 2000年3月10日  |
| ○    | 中村保成                           | 2R 2:20 KO                                             | ニュージャパンキックボクシング連盟「achievement10」」                     | 1999年12月25日 |
| ○    | 松本耕作                           | 1R KO                                                  | ニュージャパンキックボクシング連盟 横浜クラブヘブン                       | 1999年10月31日 |
| △    | 杉浦拓磨                           | 3R終了 判定                                            | ニュージャパンキックボクシング連盟 後楽園ホール                           | 1999年3月24日  |
| ○    | 木村昭教                           | 1R 1:18 KO                                             | ニュージャパンキックボクシング連盟 後楽園ホール                           | 1999年1月24日  |

## 受賞歴
- 1999年度新人王 (NJKF)
- 2001年度ゴング格闘技賞  (NJKF)
- 2001年度フルコンタクト空手賞(NJKF)
- 2003年度努力賞  (NJKF)
- 2003年度年間最高試合賞（NJKF、2003年7月6日 藤原国嵩戦）
- 2004年度殊勲賞  (NJKF)
- 2004年度ゴング格闘技賞  (NJKF)
- 2004年度フルコンタクト空手賞(NJKF)
- 2005年度サムライTV賞 (NJKF)